# あやかしの城
『あやかしの城』（あやかしのしろ）は、1990年5月25日にゲームボーイ用ソフトとしてセタより発売されたロールプレイングゲームである。

## 概要
『ウィザードリィ』（1981年）型の3Dダンジョンを進み、出現する妖怪を倒してレベルアップして術などを覚えたり、アイテムを入手したりしながら物語を進める。ダンジョンは順に朱雀殿・玄武殿・白虎殿・青龍殿・魔王殿の5つであり、最終目的は魔王殿を支配するボス・道満を倒すことである。全体的に和風で統一されており、タイトルの「あやかし」となっているように、敵も日本の妖怪がモデルである。シンプルなシステムながら難易度はやや高めである。

## 登場キャラクター
はやぶさ
主人公。織田信長に仕える忍び。
かげろう
はやぶさの仲間。城外で待機し支援する。
つちぐも
朱雀殿一周目のボス。
ほねむしゃ
玄武殿一周目のボス。
かっぱ
白虎殿一周目のボス。
よろぼし
青龍殿一周目のボス。
きゅうびのきつね
朱雀殿二周目のボス。
がしゃどくろ
玄武殿二周目のボス。
だいてんぐ
白虎殿二周目のボス。
わにゅうどう
青龍殿二周目のボス。
ゆきひめ
魔王殿の副ボス。
どうまん
魔王殿にて待ち受ける最終ボス。

## 評価
ゲーム誌『ファミコン通信』の「クロスレビュー」では合計21点、『ファミリーコンピュータMagazine』の読者投票による「ゲーム通信簿」での評価は以下の通りとなっており、17.33点（満30点）となっている。
| 項目 | キャラクタ | 音楽 | 操作性 | 熱中度 | お買得度 | オリジナリティ | 総合  |
| 得点 | 2.93       | 2.91 | 2.91   | 2.97   | 2.83     | 2.78           | 17.33 |

## 関連作品
攻略本
- あやかしの城 スーパーヒントブック（徳間書店）